# Musique shintoïste

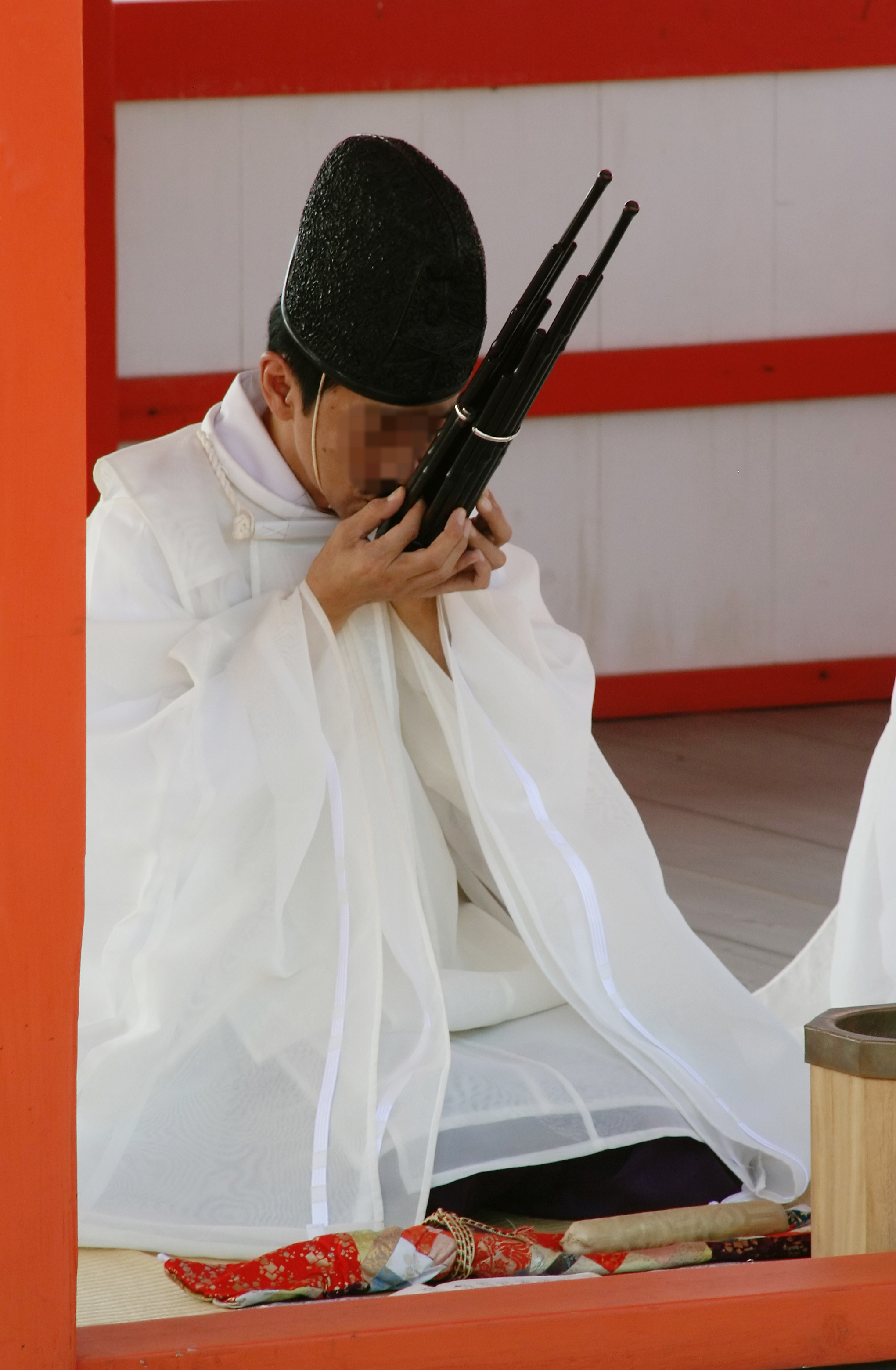
Prêtre jouant du shō

La musique shintoïste est la musique rituelle du shintoïsme. Elle utilise des instruments de musique traditionnels du Japon.

## Danses
Il s'agit principalement de la musique de kagura, un rite artistique shintoïste, consistant globalement en une danse théâtrale, dérivée du culte de la déesse solaire Amaterasu. On en trouve deux types : 
- Mikagura (御神楽?, « kagura impérial ») est une danse rituelle exécutée à la Cour impériale et dans les sanctuaires shintos importants : Kamo-jinja et Iwashimizu Hachiman-gū[1]. Il consiste à accueillir, à distraire et à saluer les divinités par des chants syllabiques humoristiques ou poétiques. Il est aujourd'hui parfois considéré comme sous-genre du gagaku, dont il est l'une des influences[2], ou plus simplement considérée comme une danse accompagnée par la musique gagaku[3].. Elle semble avoir précédé l'influence chinoise sur le gagaku et comporte des éléments autochtones ainsi que des influences d'autres éléments tels le kangen, le bugaku et le saibara.
- Satokagura (里神楽?, « kagura de village ») est le kagura rencontré dans les sanctuaires shintoïstes communs, généralement dansé par des miko. Elle serait à l'origine du nô et du kyōgen[4].

## Répertoires
Le kagura uta est le répertoire vocal sacré du mikagura, composé de 26 chants (Niwabi, Achime, Sakaki, Karakami, Hayakarakami, Komomakura, Sazanami, Senzai, Hayauta, Hoshi, Asakura, Sonokoma, etc.) exécuté traditionnellement par un chœur d'hommes durant plusieurs jours, mais réduit aujourd'hui à 12 chants exécutés en six heures. On y emploie une flûte traversière (笛, fue) et/ou un hautbois (hichiriki) traditionnels, et éventuellement un yamatogoto et des claves shakubyoshi.

## Instrumentations

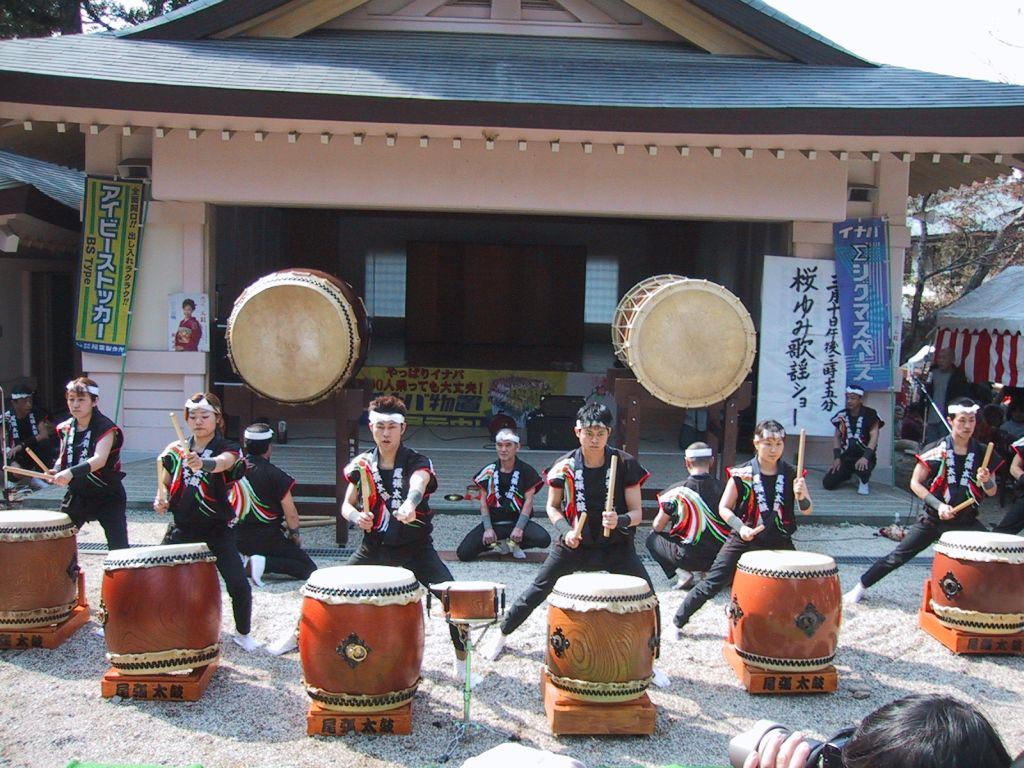
Taiko

Parmi les différentes musiques de mikagura, on trouve plus précisément : 
- le yamato uta (大和歌?, « chant du Japon ») usant de la flûte ryūteki ou du hichiriki et d'une paire de shakubyōshi, avec ou sans cithare ;
- l'azuma asobi (東遊?, « jeu des pays orientaux ») usant de la flûte komabue ;
- le kume uta (久米歌?, « chant des Kume ») usant du kagurabue, du hichiriki et du wagon.

Dans le satokagura, les prêtres et prêtresses sont accompagnés par un ensemble hayashi (en) (囃子) composé de flûtes fue, du tambour taiko et de la cymbale kane (ou happa)[réf. nécessaire].